# Guilhem de Mur
Guilhem o Guillem de Mur o de Murs (fl. 1268-1274) è stato un trovatore occitano.
Della sua opera possediamo un'esortazione alla crociata rivolta nel 1268-1269 a Giacomo il Conquistatore, e quattro tenzone tra lui e Guiraut Riquier. Come giudice (jutje) di queste contese viene eletto Enrico II, conte di Rhodez (1274-1304). In una di queste viene qualificato come coms joves, vale a dire "conte giovane", per cui risulta non ancora succeduto al padre Ugo IV nell'anno 1274; il componimento di conseguenza è databile prima di questa data.
Secondo D. Manuel Milá questo trovatore apparterrebbe alla famiglia catalana de Mur, ramo dei conti di Pallar, opinione questa avallata anche da M. Bartsch, confessando inspiegabilmente che tra i membri di questa famiglia non figura alcun Guilhem de Mur.. Oltretutto, nella tenso "il nome Guilhem non compare mai preceduto da senher o da senh'en, come è uso per i nomi di personaggi nobili. "Solo il manoscritto di Urfé dà il nome Guilhem de Mur; i manoscritti 856 e Giraud riportano Murs. Un villaggio con questo nome esiste in Provenza, pressappoco a metà strada tra Apt e Carpentras. Oltre a ciò, Guiraut Riquier tratta come Guilhem de Mur come un semplice giullare".
Il manoscritto Giraud ci fornisce una tenso tra lui e un personaggio innominato di condizione certamente superiore in quanto gli rivolge la parola chiamandolo senher. I termini della "contesa" sono questi: sarebbe meglio essere geloso di una donna gelosa o possederla senza essere gelosi. Guilhem sceglie la prima alternativa.
Schema metrico: abba ccdd
    novel partiment vos vuell far:

    cal amas mais, tostems [e]star

    que sias tan formentz gilos

Qu'en perdas joy e bel captenement,

ho que sia giloza tan fortemente

vostra moilher de vos qu'en planc en plor

e non ges vos? non prendas la piior.
    - Seinher, sel que fai d'un dan dos

    non fai ben ni gent son afar,

    per qu'ieu vuell un dan esquivar

    e vuell esser so sospichos,

quel gilos vei hom es a tort sovent:

e s'ill era giloza et entent

qu'en fezes tant quez acsem dezonor.

Amduy ensems quem mescles mal follor.
    - Dieus e dretz e razos

    s'acordan c'om deu mais amar

    si mezeis c'autre, perquem par

    que pegua es vostra tensos,

car vos sabes, e trobas ho legent,

que fort gilos es fora de son sent.

Trop en portas a la moiller d'amor

que l'ames mais que vos ex ni honor.
    - Siben m'est trop contrarios

    ni sabes pron de predicar,

    non comandet Dieus c'am sa par

    Deu esser tot un a l'espos?

Aissi con sell que son castell defent

deves la part hon plus a d'espavent.

Deu [el] guardar la freoleza lor;

cant pros domna faill non tornem color.»